# Dawn French
Dawn Roma French (Holyhead, 11 de octubre de 1957) es una actriz, escritora, humorista y presentadora británica. Es conocida por haber protagonizado y escrito el programa cómico de sketches la BBC French and Saunders con su compañera de comedia Jennifer Saunders y por haber interpretado el papel principal de Geraldine Granger en la comedia de la BBC The Vicar of Dibley. French ha sido nominada a siete premios BAFTA de televisión y fue galardonada en 2009 con el BAFTA Fellowship junto a Jennifer Saunders. 